# Vòng xoay Massoud
Vòng xoay Massoud là một bùng binh lớn nằm ở phía đông đường Wazir Akbar Khan thủ đô Kabul, Afghanistan, được đặt theo tên của nhà lãnh đạo chính trị và quân sự Ahmad Shah Massoud. Vòng xoay này nằm gần Đại sứ quán Hoa Kỳ tại Kabul và có con đường dẫn đến Sân bay Quốc tế Hamid Karzai.